# بلویدر (کانزاس)
بلویدر (به انگلیسی: Belvidere) یک منطقهٔ مسکونی در ایالات متحده آمریکا است که در شهرستان کیووا، کانزاس واقع شده‌است.